# Христина Татич
Христина Татич (на сръбски: Христина Татић или Hristina Tatić) е югославска актриса.

## Биография
Родена е като Христина Замфирова на 26 ноември 1916 година в Скопие, тогава анексирано от Царство България по време на Първата световна война. След като Скопие попада в Югославия след края на войната името ѝ е сменено на Замфирович. Сестра ѝ Надежда Замфирович също е актриса, а майка ѝ прави сценични костюми. Христина се жени за актьора Бранко Татич. По неговия прякор Пуле е наричана Пулка. Един от двамата им сина - Йосиф Татич, също е актьор. След смъртта на Татич в 1965 година, Христина се жени за известния новосадски печатарски майстор Теодор Гостоич.
Христина също започва актьорска кариера в Народния театър в Скопие в началото на 1939 година. Проявява заложби за оперна певица, но заради сърдечни проблеми е принудена да изостави оперната професия. От октомври 1944 година до края на август 1945 година играе в Народния театър в Ниш. От септември 1945 до 31 август 1952 година работи в Сръбския народен театър в Нови Сад като презентаторка. От 1 септември 1952 до 31 юли 1953 година играе в Сремския народен театър в Сремска Митровица. От 1 август 1953 година до пенсионирането си на 31 август 1970 година отново е на сцената на Сръбския народен театър. От 1955 година е асистент-режисьорка. Най-големи успехи като актриса постига при работата си с режисьора Юрий Лвович Ракитин.
Христина Татич умира на 26 февруари 2003 година в Нови Сад.
Известни роли на Христина Татич са Зина в „Чуждо дете“ на Василий Шкваркин, Селянка в „Брониран влак“ на Всеволод Иванов, Анка в „Госпожа министершата“ на Бранислав Нушич, Нанчика в „Родолюбци“ на Йован Стерия Попович, Марта в „Поп Чира и поп Спира“ на Стеван Сремац, Първа клеветница във „Вечни младоженци“ на Яков Игнатович, Първа селянка в „Селска учителка“ на Светолик Ранкович, Юца в „Ивкова слава“ на Стеван Сремац, Камериерка в „Пигмалион“ на Джордж Бърнард Шоу, Милева в „Дорчолска работа“ на Илия Станоевич, Тетка Даца в „Госпожа министершата“ на Бранислав Нушич, Мартина в „Учени жени“ на Молиер, Савета в „Път около света“ на Бранислав Нушич, Ружица във „Власт“ на Бранислав Нушич, Виолета в „Татуираната роза“ на Тенеси Уилямс.